# Stefano Andreani
Stefano Andreani (Cesena, 18 febbraio 1957) è un ex cestista italiano.

## Carriera
Ala-pivot di 204 cm, in Serie A ha vestito le maglie di Udine, Forlì, Mestre, Venezia e Firenze.

## Palmarès
- Promozione in Serie A1: 4
Libertas Forlì: 1982-83; Reyer Venezia: 1985-86; Pall. Firenze: 1986-87, 1988-89.